# Inês Pedrosa
Inês Margarida Pereira Pedrosa (Coímbra, Sé Nova, 15 de agosto de 1962) es una periodista, y escritora portuguesa.

## Carrera
Publicó su primer texto en la revista Crónica Feminina, teniendo apenas catorce años. A los veintidós años se graduó con una licenciatura en Ciencias de la Comunicación por la  Facultad de Ciencias Sociales y Humanas, de la Universidad Nueva de Lisboa. En 1983, debutó como periodista profesional en la redacción de O Jornal (actual revista Visão). Al año siguiente, por invitación de António Mega Ferreira, fue contratada en la redacción del Jornal de Letras, Artes e Ideias, que luego abandonó para integrar el equipo fundador de O Independente, entonces dirigido por Paulo Portas. Fue además redactora de LER y del semanario Expresso, en cuya revista subsidiaria Única mantuvo la Crónica Feminina hasta febrero de 2011. Fue columnista del semanario "Sol" de 2011 a 2016.  
Fue directora de la revista Marie Claire en Portugal, de 1993 a 1996. Fue directora de la Casa Fernando Pessoa Archivado el 2 de septiembre de 2011 en Wayback Machine., de febrero de 2008 a abril de 2014. 
Hizo sus pinitos en la literatura en 1991, con el libro infantil Mais Ninguém Tem, siguiendo con su primera novela A Instrução dos Amantes, de 1992. Nas Tuas Mãos, de 1997, valiéndole el Premio Máxima de Literatura, y Fazes-me Falta, en 2003, consolidándose como una de las principales novelistas de nuestro tiempo. En 2005, a partir de Nas Tuas Mãos y de Fica Comigo Esta Noite, firmó su primera obra de teatro 12 mulheres e 1 cadela, dirigida por São José Lapa. Ganó el "Prémio Máxima de Literatura" con "Os Íntimos" (2010). Sus libros se han publicado en el Brasil, Croacia, España, Italia y Alemania. 
Tuvo activa intervención pública en los casos de despenalización de la interrupción voluntaria del embarazo y del matrimonio entre personas del mismo sexo, en Portugal, además de haber sido portavoz oficial, en 2006, de la candidatura de Manuel Alegre a la Presidencia de la República.

## Familia
Hija de Jacinto Ricardo dos Santos Gallo Teodósio Pedrosa (7 de noviembre de 1935 - 6 de mayo de 1998) y de Maria Felicidade da Fonseca Pereira Pedrosa (30 de junio de 1936).
Casada con el ilustrador y publicitario Gilson Lopes ( Río de Janeiro, 16 de julio de 1963).

## Obras

### Ficción
- 1991. Mais Ninguém Tem (historia infantil) Ilustró Jorge Colombo. Editorial Publicações Dom Quixote, 55 pp. ISBN 9722009060, ISBN 9789722009065

- 1992. A Instrução dos Amantes. Editorial Leya, múltiples reediciones. ISBN 9722043056, ISBN 9789722043052 en línea

- 1996. Sobre a água. Con Guy de Maupassant. Editorial EXPO 98, 65 pp. ISBN 9728127758, ISBN 9789728127756

- 1997. Nas tuas Mãos. Traducción al castellano de Manuel Manzano: En Tus Manos. Vol. 956 de Colecciâon Ancora y delfín. Ed. ilustrada de Destino, 219 pp. ISBN 8423334333, ISBN 9788423334339

- 2001. Poemas de amor: antologia de poesía portuguesa. Poesia do século XX

- 2002. Fazes-me Falta

- 2002. A Menina que Roubava Gargalhadas. Con Júlio Pomar. 2ª ed. de Quetzal, 47 pp. ISBN 9725645383, ISBN 9789725645383

- 2003. Fica Comigo Esta Noite (cuentos en línea) Editorial Leya, ISBN 9722043080, ISBN 9789722043083

- 2005. Carta a uma Amiga, con Maria Irene Crespo. Ilustró Maria Irene Crespo. Texto Editores, 61 pp. ISBN 9724729435, ISBN 9789724729435

- 2006. Do Grande e do Pequeno Amor, con Jorge Colombo. Fotografió e ilustró Jorge Colombo. Editorial Leya, 80 pp. ISBN 9722028804, ISBN 9789722028806 en línea

- 2007. A Eternidade e o Desejo: romance. Colecção o Autores de lingua portueguesa, 3ª ed. de Leya, 205 pp. ISBN 9722034952, ISBN 9789722034951 en línea

- 2010. Os Íntimos. Editorial Leya, ISBN 9722043218, ISBN 9789722043212 en línea

- 2012. Dentro de Ti Ver o Mar. Editorial Leya, ISBN 9722051008, ISBN 9789722051002 en línea

### No ficción
- 1997. Uma Tragédia de enganos. Con Henry James. Editorial EXPO 98, 50 pp. ISBN 972839621X, ISBN 9789728396213

- 1999. José Cardoso Pires: Fotobiografia. Editorial Publicações Dom Quixote, 184 pp. ISBN 9722017071, ISBN 9789722017077

- 2000. Vinte Mulheres para o Século XX. Nº 19 de Colecção Figuras. 2ª ed. de Publicações Dom Quixote, 279 pp. ISBN 9722018930, ISBN 9789722018937

- 2002. Antologia da Poesia Portuguesa (Colectânea)

- 2004. Anos Luz: Trinta Conversas para Celebrar o 25 de Abril. Editorial Leya, ISBN 9722043064, ISBN 9789722043069 en línea

- 2005. Crónica Feminina. Editorial Leya, ISBN 9722043072, ISBN 9789722043076 en línea

- 2008. No Coração do Brasil-seis cartas de viagem ao padre António Vieira. Ilustró João Queiroz. Editorial Leya, 95 pp. ISBN 9722035118, ISBN 9789722035118 en línea